# Walls (álbum de Kings of Leon)
Walls (estilizado como WALLS) é o sétimo álbum de estúdio da banda americana de indie rock Kings of Leon. Foi lançado em 14 de outubro de 2016, pela RCA Records. O título do álbum é uma sigla para We Are Like Love Songs, que continua a regra da banda de os títulos dos álbuns terem cinco silabas.

## Antecedentes
Seguindo seu show da véspera de Ano Novo em Nashville, o baterista Nathan Followill disse que a banda está apontando para lançar o álbum sete em 2016: "Já começamos a pré-produção em nosso estúdio para o próximo disco, mas o principal compromisso para o calendário de 2016 é finalizá-lo" O vocalista Caleb Followill, acrescentou: "Nossos dois primeiros álbuns foram gravados em Los Angeles, então tentaremos voltar e ver se lá nos inspira. Se não, temos um estúdio em casa, então podemos sempre voltar". No dia 21 de agosto, o Kings of leon anunciou seu sétimo álbum através de um vídeo divulgado no twitter da banda. Nele, são mostradas imagens dos outros seis trabalhos lançados, Youth & young manhood, Aha shake heartbreak, Because of the times, Only by the night, Come around sundown e Mechanical bull, lançado em 2013. Além disso, a banda revelou outra informação sobre o trabalho, o título: Walls.  O primeiro single do álbum, "Wast a Moment", foi lançado em 9 de setembro de 2016. O segundo, "Walls", foi lançado no dia 22. O terceiro single "Around The World" foi lançado no dia 29. A quarta canção "Reverend", foi disponibilizado em plataformas de streaming em 6 de Outubro. No dia 14 de Outubro, a banda lançou seu sétimo álbum de estúdio.

## Recepção

### Crítica
Dave Simpson do The Guardian diz que com este álbum, a banda voltou ao seu som de oito anos atrás.

### Desempenho comercial
Walls estreou no número um na Billboard 200 com 77.000 unidades álbum equivalente, dos quais 68.000 eram vendas de álbuns tradicionais. É a primeira vez que a banda alcança o primeiro lugar com seu álbum nos EUA, superando a segunda posição de Mechanical Bull e Come Around Sundown. WALLS também ficou em primeiro na Irlanda, Nova Zelândia e UK.

## Promoção
Em 10 de setembro de 2016, Kings of Leon apresentou-se no sábado à noite no Lollapalooza Europa festival de música, em Berlim, Alemanha, que contou com canções de todos os seus álbuns e mais "Wast A Moment". Kings of Leon tocou "Wast A Moment" no Today e The Tonight Show Starring Jimmy Fallon em 14 de Outubro de 2016. A banda esta programada para fazer uma turnê em promoção do WALLS em 12 de janeiro de 2017.

### Singles
O primeiro single do álbum, "Wast a Moment", foi lançado em 9 de setembro de 2016. O segundo, "Walls", foi lançado no dia 22. O terceiro single "Around The World" foi lançado no dia 29. A quarta canção "Reverend", foi disponibilizado em plataformas de streaming em 6 de Outubro. No dia 14 de Outubro, a banda lançou seu sétimo álbum de estúdio.

## Faixas
Todas as faixas escritas e compostas por Caleb Followill, Nathan Followill, Jared Followill e Matthew Followill. 
| N.º            | Título               | Duração |  |
| 1.             | "Waste a Moment"     | 3:03    |  |
| 2.             | "Reverend"           | 3:54    |  |
| 3.             | "Around the World"   | 3:34    |  |
| 4.             | "Find Me"            | 4:05    |  |
| 5.             | "Over"               | 6:10    |  |
| 6.             | "Muchacho"           | 3:09    |  |
| 7.             | "Conversation Piece" | 4:59    |  |
| 8.             | "Eyes on You"        | 4:40    |  |
| 9.             | "Wild"               | 3:39    |  |
| 10.            | "Walls (canção)"     | 5:29    |  |
| Duração total: | Duração total:       | 42:42   |  |

## Ficha técnica
Kings of Leon
- Caleb Followill – vocal, guitarra, violão e percussão
- Matthew Followill – segunda voz, guitarra e percussão
- Jared Followill – segunda voz, baixo e percussão
- Nathan Followill – bateria e segunda voz

Músicos convidados
- Liam O'Neil – segunda voz, Clavinet, Jupiter-8, mellotron, minimoog, percussão, piano, sintetizador, Wurlitzer

Produção
- Robin Baynton – engenharia de áudio
- Anthony Cairns – assistente
- Markus Dravs – produtor
- Nicolas Essig – assistente de engenharia
- Christopher Followill – assistente
- Michael Freeman – assistente de mixagem
- Britti Himelfarb – assistente
- Ted Jensen – masterização de áudio
- Dylan Nelson – assistente de engenharia
- Brent Rawlings – assistente
- Mitch Salle – assistente
- Jay Schleusener – assistente
- Spike Stent – mixagem de áudio
- Geoff Swan – assistente de mixagem
- Jessica Windsor – assistente

## Paradas musicais
| Paradas (2016)                        | Melhor posição |
| ------------------------------------- | -------------- |
| Austrália (ARIA)                      | 3              |
| Áustria (Ö3 Austria Top 40)           | 1              |
| Bélgica (Ultratop Flandres)           | 2              |
| Bélgica (Ultratop Valônia)            | 8              |
| Canadá (Billboard)                    | 1              |
| Dinamarca (Hitlisten)                 | 9              |
| Países Baixos (Dutch Charts)          | 2              |
| Finlândia (Suomen virallinen lista)   | 22             |
| França (SNEP)                         | 38             |
| Alemanha (Offizielle Deutsche Charts) | 2              |
| Hungria (MAHASZ)                      | 33             |
| Irlanda (IRMA)                        | 1              |
| Itália (FIMI)                         | 14             |
| Nova Zelândia (RMNZ)                  | 1              |
| Noruega (VG-lista)                    | 8              |
| Escócia (Official Scottish Albums)    | 1              |
| Espanha (PROMUSICAE)                  | 9              |
| Suécia (Sverigetopplistan)            | 3              |
| Suíça (Schweizer Hitparade)           | 2              |
| Reino Unido (Official Albums Chart)   | 1              |
| Estados Unidos (Billboard 200)        | 1              |